# Josef Mlejnek
Josef Mlejnek (* 3. prosince 1946, Žatec) je český novinář, disident komunistického režimu, překladatel z polštiny a francouzštiny a básník katolické orientace. Některé eseje publikoval pod pseudonymem Josef Hradec.
Maturoval roku 1964 na Střední všeobecně vzdělávací škole v Karlových Varech. Poté vystudoval filozofii a češtinu na brněnské univerzitě, absolvoval v roce 1970. Poté pracoval v okresním kulturním středisku v Havlíčkově Brodě či v okresní knihovně tamtéž. V roce 1981 podepsal Chartu 77, musel opustit práci v knihovně a až do sametové revoluce pracoval v dělnických profesích. Řídil přitom samizdatové časopisy Pražské komunikace a Střední Evropa. V samizdatu vydal i své první básnické sbírky: Testy a testamenty (1975) a Pastvina (1987), esejistickou knihu Blázen jsem ve své vsi (1980) a publicistickou práci Křesťanská univerzita Josefa Floriana (1985). Od roku 1983 žil v Praze. V letech 1990-1996 byl šéfredaktorem nyní již oficiálního časopisu Střední Evropa. V letech 1996-1998 byl redaktorem kulturní rubriky Lidových novin, v letech 1998-2003 zastával stejnou pozici v Mladé frontě Dnes. Roku 2006 odešel do důchodu. Žije v Lípě u Havlíčkova Brodu. Po Listopadu 1989 vydal další básnické sbírky: Naprosté motivy (1998), Závěsná lávka (2004, výbor), Zcestymluv (2007), Sklepní okénko (2013). Vydal i knihu esejů a divadelních studií: Cosi ve vzduchu (2000) a autobiografickou prózu Nelegendy o malých inkvizitorech (2005). Překládal díla autorů jako Czesław Miłosz, Sławomir Mrozek, Leszek Kołakowski, Alain Besançon, Claude Tresmontant nebo Elie Wiesel. 